# Puente del General Marina
El puente del General Marina, conocido popularmente como puente de Triana, es un puente situado sobre el río de Oro en Melilla (España). Se trata del cuarto puente sobre dicho río.

## Historia
Debido a la imposibilidad de vadear el río el 17 de septiembre de 1893, cuando robaron unas maderas en la plaza de los Cárabos se tendió un puente provisional que fue arrastrado al día siguiente, emplazándose otro de caballetes en un día que permaneció hasta 1909.
El 7 de enero de 1910 el ministro de Fomento Rafael Gasset puso la primera piedra de un puente permanente terminado el 11 de junio de aquel año, construido por la Compañía Construcciones de Cemento con José Rivera a la cabeza y proyecto de Manuel Becerra, obra no de muy buena calidad, pues a los dos años ya presentaba algunas grietas por lo que fue parcheado de inmediato.
El 5 de abril de 1927 por iniciativa de Francisco Cuevas la Junta Municipal decide reparar y ampliar el puente, aunque las obras se paralizan por falta de fondos, reanudándose por Cándido Lobero, presidente de la Junta.
En 1994 se instalan artísticas barandillas de hierro colado, en el 2013 se repara el puente y en 2014 se remplazaron las barandillas para mejorar su seguridad tras la salida de un vehículo que cayó al río.

## Descripción
Está construido de hormigón armado y consta de dos pilares y dos estribos, con pilares adosados de sillería que soportan la plataforma del puente.